# Parc national Terepaima
Pour les articles homonymes, voir Terepaima.
Le parc national Terepaima est un parc national à cheval sur les États de Lara et de Portuguesa au Venezuela.